# Grand Isle (Vermont)
Grand Isle ist eine Town im Grand Isle County des Bundesstaates Vermont in den Vereinigten Staaten mit 2.086 Bewohnern (laut Volkszählung des Jahres 2020).

## Geografie

### Geografische Lage
Grand Isle liegt auf der Nordhälfte der gleichnamigen Insel im Lake Champlain, gut dreißig Kilometer südlich der kanadischen Grenze. Westlich, mit Grenze im See, schließt sich der Bundesstaat New York an. Im Südosten befindet sich der Grand Isle State Park. Die Oberfläche der Town ist eben. Mehrere kleinere Bäche durchfließen das Gebiet der Town.

### Nachbargemeinden
Aufgrund seiner Insellage sind Grand Isles Nachbargemeinden nur per Fähre oder über Straßendämme erreichbar, die zum Teil zu weiten Umwegen zwingen. Die folgenden Entfernungsangaben sind Luftlinien-Abstände; eine zweite Entfernungsangabe meint stets die ungefähre Entfernung auf dem Straßenweg.
- Norden: North Hero, 13 km
- Norden: Alburgh, 27 km
- Nordosten: St. Albans, 17 km/52 km
- Osten: Georgia, 21,0 km
- Südosten: Milton, 17 km/32 km
- Süden: South Hero, 8 km
- Westen: Plattsburgh (New York), 13 km

### Klima
Die mittlere Durchschnittstemperatur in Grant Isle liegt zwischen −9,44 °C (15 °Fahrenheit) im Januar und 20,6 °C (69 °Fahrenheit) im Juli. Damit ist der Ort gegenüber dem langjährigen Mittel der USA um etwa 9 Grad kühler. Die Schneefälle zwischen Mitte Oktober und Mitte Mai liegen mit mehr als zwei Metern etwa doppelt so hoch wie die mittlere Schneehöhe in den USA. Die tägliche Sonnenscheindauer liegt am unteren Rand des Wertespektrums der USA, zwischen September und Mitte Dezember sogar deutlich darunter.

## Geschichte

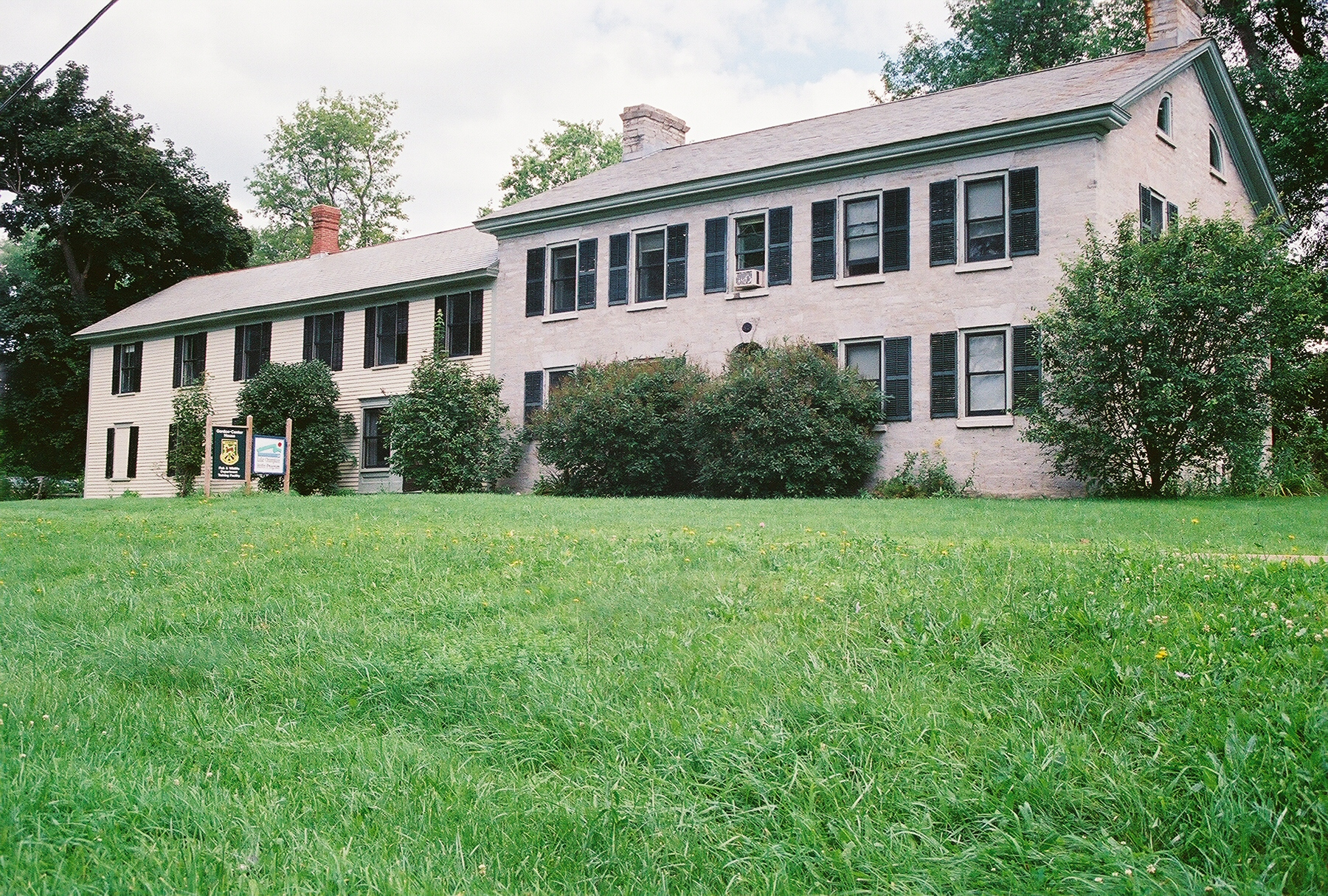
Gordon-Center House

Wie überall rund um den Lake Champlain weisen auch auf der Insel Grand Isle Funde von Pfeilspitzen, alten Lagerplätzen und ortsfremden Feuersteinen die langanhaltende, zum Teil intensive Besiedlung der Gegend seit etwa 8000 v. Chr. nach. Die niedergeschriebene Geschichte beginnt aber erst mit der Kolonialisierung durch die Franzosen, die das Gebiet des heutigen Grand Isle County ab 1734 zur Besiedlung vorsahen. Durch die Engländer erobert und als Ergebnis des Amerikanischen Unabhängigkeitskrieges dann an die Amerikaner weitergegeben, wurde das Gebiet der drei towns North Hero, South Hero und des heutigen Grand Isle als Kolonie Two Heros am 27. Oktober 1779 an 365 Veteranen des Unabhängigkeitskrieges verteilt und ab 1783 besiedelt worden; schon hundert Jahre später war umstritten, wer genau mit den „zwei Helden“ gemeint war. 1798 wurden die zwei Inseln North Hero und South Hero unter eben jenen Namen eigenständige Countys, wobei die Südinsel, auch Grand Isle genannt, in zwei Bereiche unterteilt wurde. Der größere Nordteil, Middle Hero, wurde zunächst von South Hero aus mitverwaltet, aber 1810 unter dem heutigen Namen Grand Isle vollständig selbständig. Die Bewohner des Ortes leben von Landwirtschaft und Fremdenverkehr; in vielen Buchten der Insel sind kleine Werften und Marinas angesiedelt. Reste der ehemals verbreiteten Schafzucht sind ebenfalls zu finden.

### Religion
Im Ort sind eine römisch-katholische und eine methodistische Gemeinde angesiedelt; auch eine Kirche der Assemblies of God findet sich.

### Einwohnerentwicklung
| Jahr      | 1800  | 1810  | 1820  | 1830 | 1840 | 1850 | 1860 | 1870 | 1880  | 1890  |
| --------- | ----- | ----- | ----- | ---- | ---- | ---- | ---- | ---- | ----- | ----- |
| Einwohner | 678   | 623   | 698   | 648  | 724  | 666  | 708  | 682  | 749   | 793   |
| Jahr      | 1900  | 1910  | 1920  | 1930 | 1940 | 1950 | 1960 | 1970 | 1980  | 1990  |
| Einwohner | 851   | 839   | 808   | 857  | 791  | 735  | 624  | 809  | 1.238 | 1.642 |
| Jahr      | 2000  | 2010  | 2020  | 2030 | 2040 | 2050 | 2060 | 2070 | 2080  | 2090  |
| Einwohner | 1.955 | 2.067 | 2.086 |      |      |      |      |      |       |       |

## Kultur und Sehenswürdigkeiten

### Parks
An der Ostküste der Insel wurde 1959 ein Naturpark, der Grand Isle State Park eingerichtet der seitdem mehrfach erweitert wurde. Dieser Park ist mit mehr als 100 Camping-Stellplätzen und vier Blockhäusern die zweitgrößte Campinganlage Vermonts.

## Wirtschaft und Infrastruktur

### Verkehr
Über Grand Isle läuft die einzige Straßenverbindung zwischen Vermont und New York nördlich des Lake Champlain auf dem U.S. Highway 2 in nordsüdlicher Richtung, von North Hero im Norden nach South Hero im Süden. Grant Isle ist über eine Fähre mit Plattsburgh im Bundesstaat New York verbunden. In Grand Isle gibt es keine Haltestelle der Amtrak. Die nächstgelegene Haltestelle befindet sich in Plattsburgh.

### Öffentliche Einrichtungen
Es gibt kein Krankenhaus in Grand Isle. Das nächstgelegene Hospital ist das University of Vermont Medical Center in Burlington.

### Bildung
Grand Isle gehört mit Alburgh, Isle La Motte, North Hero und South Hero zur Grand Isle Supervisory Union.  Die Grand Isle School bietet Schulklassen vom Kindergarten bis zum achten Schuljahr.
Die Grand Isle Free Library befindet sich an der Hyde Road. Die Grand Isle Historical Society erhält zwei historische Gebäude, die älteste Blockhütte Vermonts von etwa 1784 und ein Schulhaus von 1814.